# لوک بوندی
لوک بوندی (انگلیسی: Luc Bondy؛ ۱۷ ژوئیهٔ ۱۹۴۸ – ۲۸ نوامبر ۲۰۱۵) یک کارگردان فیلم و تئاتر، فیلم‌نامه‌نویس و نویسنده اهل سوئیس بود.
از فیلم‌ها یا برنامه‌های تلویزیونی که وی در آن نقش داشته است می‌توان به ماریانه و یولیانه اشاره کرد.